# Internationale Hofer Filmtage
Die Internationalen Hofer Filmtage sind ein jährlich im Oktober stattfindendes Filmfestival in Hof in Bayern. Dabei werden an sechs Tagen in zwei Kinos und insgesamt acht Kinosälen rund 130 Filme (ca. 90 Spiel- und Dokumentarfilme und 40 Kurzfilme) in mehr als 200 Vorstellungen angeboten. Alle Filme (mit Ausnahme der Retrospektive) laufen als deutsche Erstaufführung bzw. Weltpremiere. Das Filmfestival zählt jährlich rund 30.000 Besucher.

## Geschichte

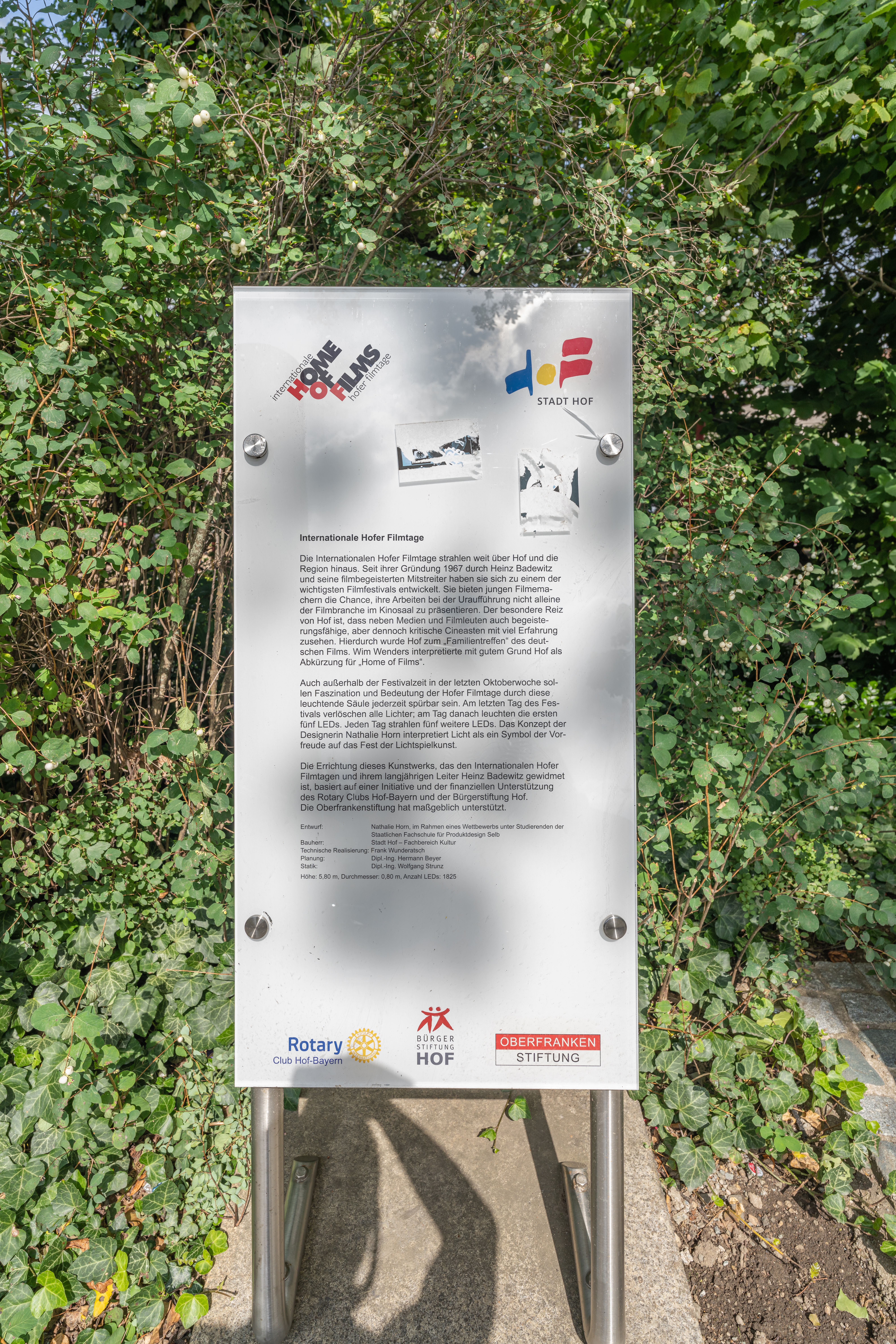
Infotafel zu den Filmtagen

Initiatoren des Festivals waren Heinz Badewitz und Uwe Brandner, die auch Mitglieder der Hofer „New Jazz Group“ waren, zusammen mit dem Künstler Werner Weinelt, der später seine Galerie in die Kneipe Galeriehaus verlegte. Badewitz, bis zu seinem Tod 2016 der Leiter des Festivals, und Brandner zogen nach München und drehten dort seit 1963 Kurzfilme. Badewitz und Brandner hatten Schwierigkeiten, ein Kino für die Vorführung ihrer Kurzfilme zu finden. Da Badewitz aus Hof stammte und die Hofer Kinobetreiber kannte, beschlossen sie kurzerhand, die Filmschau in der oberfränkischen Stadt zu veranstalten. So entstand 1967 ein Hofer Kurzfilmfestival mit 2½-stündigem Programm.
1968 wurde Badewitz mit seinem zweiten Kurzfilm in den Deutschen Wettbewerb zu den Oberhausener Kurzfilmtagen eingeladen. Der Skandal um den Beitrag „Besonders Wertvoll“ von Hellmuth Costard führte nach Hof, da die Filmemacher aus Protest ihre Werke vom Festival in Oberhausen zurückzogen. Das war der Startschuss für die zweiten Internationalen Hofer Filmtage im Jahr 1968. Die Filmtage waren anfangs ein reines Publikumsfestival ohne Wettbewerb und Filmpreise. Schnell entwickelt sich Hof zum jährlichen Treffpunkt der „Jungfilmer“, der Filmemacher des Neuen Deutschen Films. Viele Regisseure präsentieren hier ihre Debütfilme und bleiben dem Festival jahrelang verbunden. Zum 25. Festivaljubiläum prägte Wim Wenders 1991 den Begriff „Hof: Home of Films“. Das Motto der Filmtage lautet: „Wir brauchen keine Stars – wir machen sie“ (Heinz Badewitz).
1984 feierte der Horrorfilm Nightmare – Mörderische Träume mit der Filmfigur Freddy Krueger seine Welturaufführung auf den Internationalen Hofer Filmtagen. Außerdem gastierte der Regisseur George A. Romero 1978 mit seinem Horrorfilm Zombie – Dawn of the Dead auf dem Filmfestival in Bayern. Völlig überraschend verstarb Heinz Badewitz während der Vorbereitungen für das 50. Jubiläumsfestival der Hofer Filmtage im März 2016. Die 50. Internationalen Hofer Filmtage fanden trotzdem wie gewohnt in der letzten Oktoberwoche des Jahres statt. Sie wurden von dem Hofer Filmtage Team und den vielen freiwilligen Mitarbeiten organisiert. Das Filmprogramm wurde von Linda Söffker, Alfred Holighaus und Thorsten Schaumann kuratiert.
Seit den 51. Internationalen Hofer Filmtagen 2017 ist Thorsten Schaumann der Künstlerische Leiter der Internationalen Hofer Filmtage. Er hat das Programm „HoF PLUS“ ins Leben gerufen, das die Filmtage während der Festivalzeit mit Panel-Diskussionen zu aktuellen Themen der Branche begleitet, und „HoF RENDEZVOUS“ initiiert, das während des Jahres Filme aus dem vorjährigen Programm der Filmtage präsentiert.
Im Jahr 2018 fand zum ersten Mal eine Kooperation mit dem Internationalen Filmfestival Karlovy Vary statt.
Aufgrund der Corona-Pandemie 2020 war das Festival zum ersten Mal auch online zugänglich. Mit „HoF-On-Demand“ sind die Festvalfilme auch für Interessierte zugänglich, die nicht zum Festival kommen. Zudem waren aufgrund der geringeren Auslastungsmöglichkeiten 4 zusätzliche Vorführstätten eingeplant.
Zum 55. Jubiläum führte die Stadt Hof neue Preise ein, den Kurzfilmpreis der Stadt Hof und den Publikums-Kurzfilmpreis der Stadt Hof. 2021 wurden die Preise zum ersten Mal verliehen.
Traditionell findet ein Fußballspiel statt: Dabei spielt jährlich am Filmtage-Samstag eine Auswahl von Schauspielern, Regisseuren und Produzenten als „FC Hofer Filmtage“ gegen den „FC Filmwelt Hof“, bestehend aus Mitarbeitern und Fans.

### Engagement für die Filmbranche
Mit einem wöchentlich wechselnden Programm bestehend aus Filmen und Gesprächsrunden im Internet unterstützen die Internationalen Hofer Filmtage die Filmbranche während der Corona-Krise. Das Projekt „HoF Filmtage Rendezvous“ zeigt Filme wie Haldern Pop – Dorf mit Festival und alle zwei Wochen das 45-minütige Talkformat „HoF Talk Rendezvous“. Anstatt ein Ticket zu kaufen, können die Zuschauer online spenden und haben zusätzlich die Möglichkeit über einen Chat mit Filmschaffenden zu kommunizieren.

## Filme
Das Festival deckt beinahe das gesamte Spektrum des Films jenseits des Mainstreams ab. Bei der Herkunft der Filme liegt der Schwerpunkt auf dem deutschen Film, z. B. 1979 Monach, 1986 Der Flieger oder 2021 Das Schwarze Quadrat. Produktionen deutscher Filmhochschulen (vor allem Erstlingswerke) nehmen hier einen großen Teil ein. Auch viele Produktionen aus dem Ausland werden gezeigt: Aus allen Ländern Europas sowie den Vereinigten Staaten, Australien oder Neuseeland. Von den insgesamt 130 Filmen sind gewöhnlich etwa 90 Spielfilme/Dokumentarfilme und etwa 40 Kurzfilme. Diese werden ausgewählt aus ca. 2000 bis 2500 Einsendungen.

## Kinos und Spielstätten

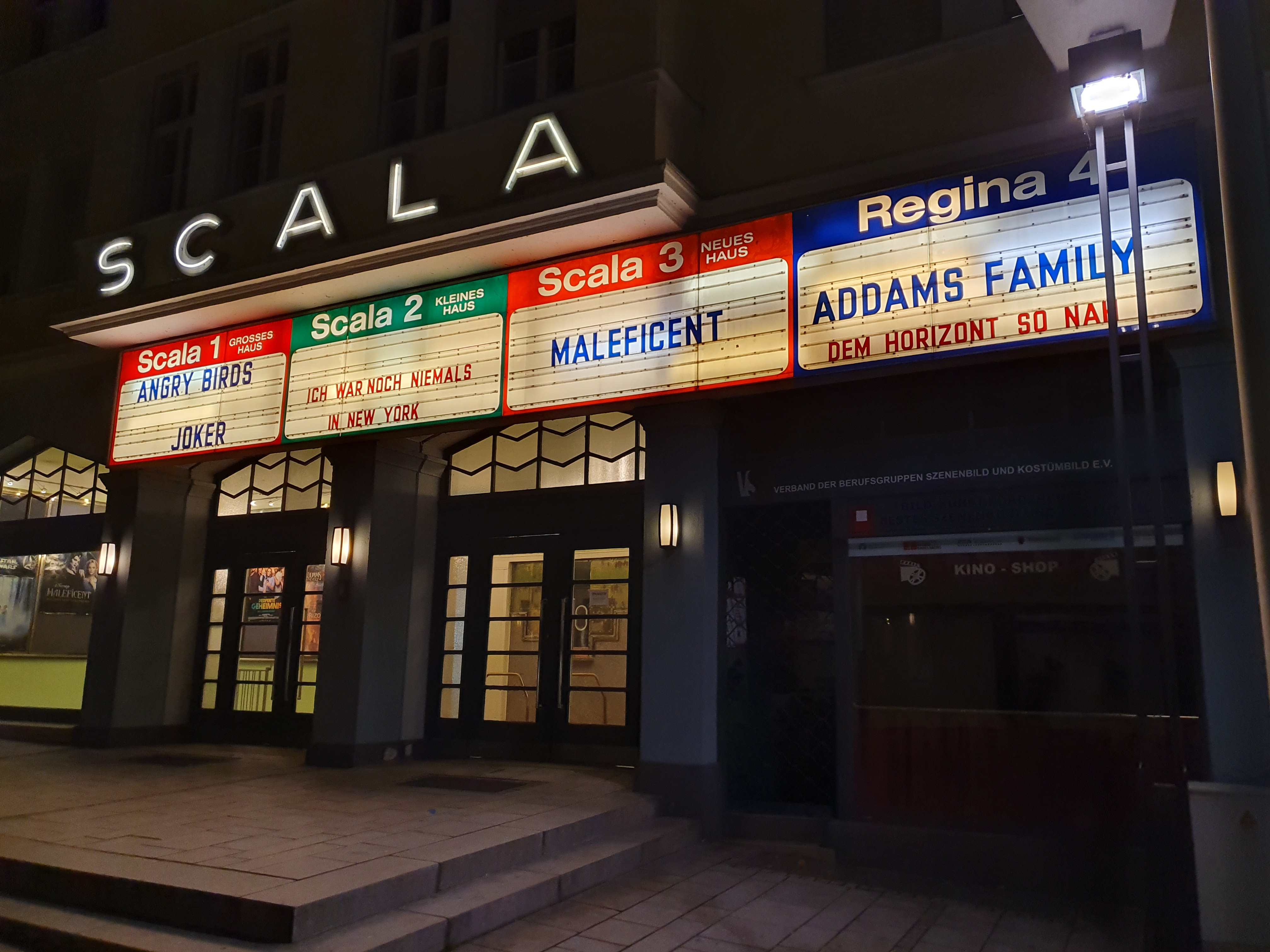
Scala Filmtheater

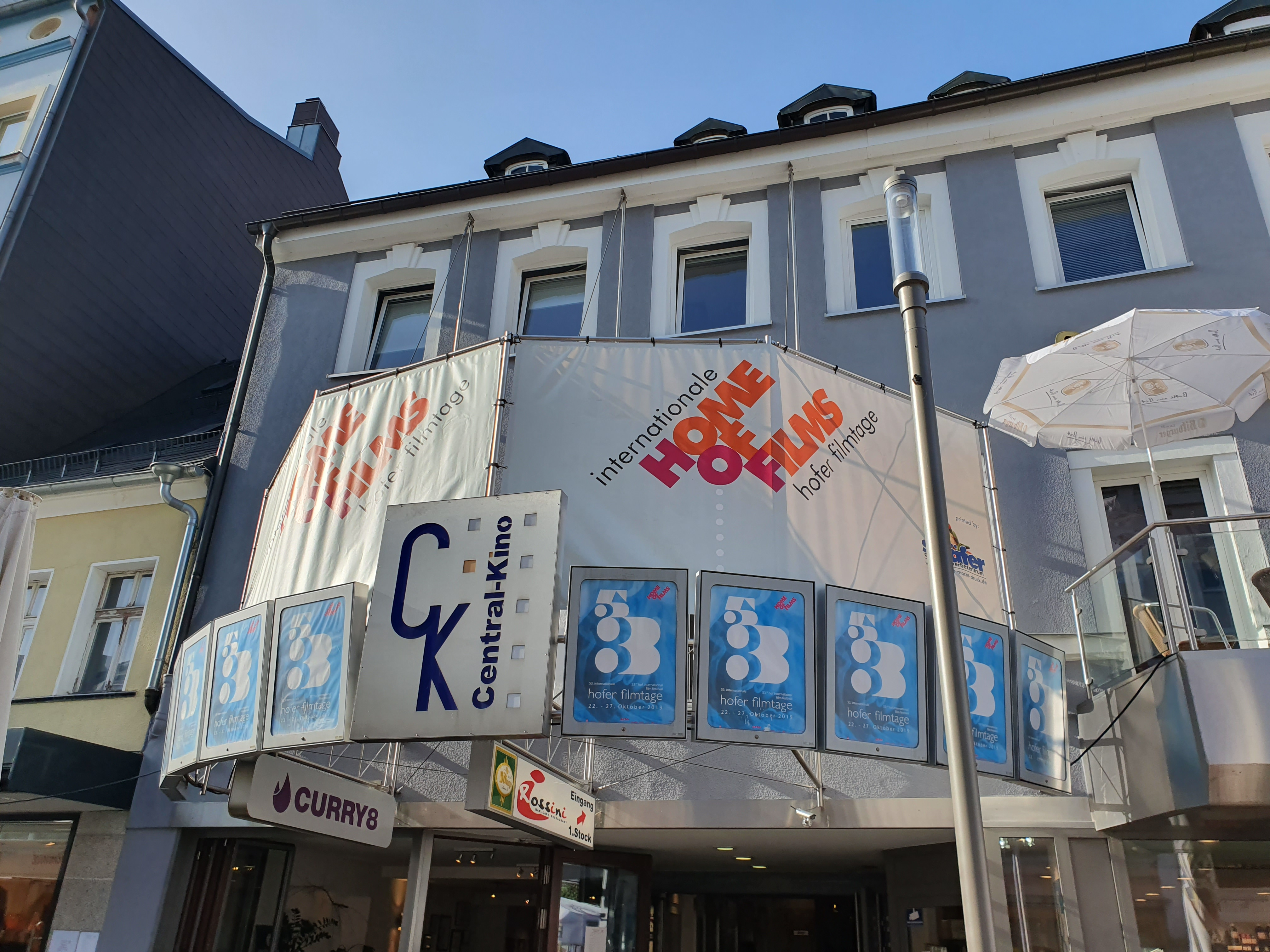
Central Kino

- Central Kino mit Sälen Central, Casino, City, Classic, Cinema und Club
- Scala Filmtheater mit den Sälen Scala, Scala 2, Scala 3 und Regina
- Bürgergesellschaft Hof
- Festsaal der Freiheitshalle Hof

## Gäste
Bereits seit Gründung des Festivals ist es typisch, dass viele Regisseure und Schauspieler der eingeladenen Filme in Hof präsent sind und sich den Fragen der Kinobesucher stellen bzw. an Diskussionen im Rahmen der Filmtage teilnehmen. Einigen der Gäste ist es gelungen, nach der Vorstellung in Hof dauerhaft in der deutschen und internationalen Filmszene zu reüssieren. Hier eine Auswahl der Persönlichkeiten:
- Maren Ade
- Detlev Buck
- Doris Dörrie
- Atom Egoyan
- Rainer Werner Fassbinder
- Dominik Graf
- Veit Helmer
- Oliver Herbrich
- Werner Herzog
- Peter Jackson
- Jim Jarmusch
- Aki Kaurismäki
- Amos Kollek
- Clara Law
- Mike Leigh
- Dani Levy
- Caroline Link
- Rosa von Praunheim
- Ulrich Seidl
- Tom Tykwer
- Wim Wenders
- Sönke Wortmann

### Retrospektive / Werkschau
Außergewöhnlichen Regisseuren wird jedes Jahr eine Retrospektive gewidmet. In dieser wird ein Ausschnitt des Lebenswerks des Künstlers ins Programm aufgenommen. Es finden unter anderem Diskussionsrunden mit dem Gast statt. Im Zentrum standen bisher:
- 1976: Brian De Palma, Vereinigte Staaten
- 1977: John Cassavetes, Vereinigte Staaten; George A. Romero, Vereinigte Staaten
- 1978: Monte Hellman, Vereinigte Staaten
- 1979: Curtis Harrington, Vereinigte Staaten
- 1980: David Cronenberg, Kanada
- 1981: Roger Corman, Vereinigte Staaten
- 1982: Vernon Zimmerman, Vereinigte Staaten
- 1983: Samuel Fuller, Vereinigte Staaten; John Sayles, Vereinigte Staaten
- 1984: Paul Cox, Australien; Vincent Ward, Neuseeland
- 1985: Michael Dinner, Vereinigte Staaten; Jack Sholder, Vereinigte Staaten
- 1986: Lee Grant, Vereinigte Staaten
- 1987: Robert Frank, Vereinigte Staaten
- 1988: Terence Davies, Vereinigtes Königreich; Seijun Suzuki, Japan
- 1989: Henry Jaglom, Vereinigte Staaten
- 1990: Noburo Tanaka, Japan
- 1991: Atom Egoyan, Kanada; André Forcier, Kanada
- 1992: Alex Cox, Vereinigte Staaten
- 1993: Mike Leigh, Vereinigtes Königreich
- 1994: Tim Burton, Vereinigte Staaten; Peter Jackson, Neuseeland
- 1995: Albert Maysles, Vereinigte Staaten
- 1996: Clara Law, Hongkong
- 1997: Bill Bennett, Australien
- 1998: Alan Clarke, Vereinigtes Königreich
- 1999: Donald Cammell, Vereinigte Staaten
- 2000: Amos Kollek, Vereinigte Staaten
- 2001: Reflections on Germany
- 2002: Paul Morrissey, Vereinigte Staaten
- 2003: Ulli Lommel, Deutschland/Vereinigte Staaten
- 2004: John McNaughton, Vereinigte Staaten
- 2005: Constantin Costa-Gavras, Frankreich
- 2006: Rückblick auf 40 Jahre Hofer Filmtage
- 2007: Wayne Wang, Vereinigte Staaten
- 2008: Allison Anders, Vereinigte Staaten
- 2009: Lou Castel, Italien
- 2010: Bob Rafelson, Vereinigte Staaten
- 2011: David Mackenzie, Vereinigtes Königreich
- 2012: Rosa von Praunheim, Deutschland
- 2013: Michael Oblowitz, Vereinigte Staaten
- 2014: Eran Riklis, Israel
- 2015: Chris Petit, Vereinigtes Königreich
- 2016: 8 Klassiker der vergangenen 50 Jahre Hofer Filmtage
- 2017: Tony Gatlif, Frankreich
- 2018: Barbet Schroeder, Frankreich
- 2019: Samir, Schweiz
- 2021: Joachim Król, Deutschland
- 2022: Roland Reber & Kollektiv, Deutschland
- 2023: Maria Schrader, Deutschland
- 2024: Howard Ziehm, Vereinigte Staaten (posthum, vertreten durch Regisseur Christian Genzel)

## Preise

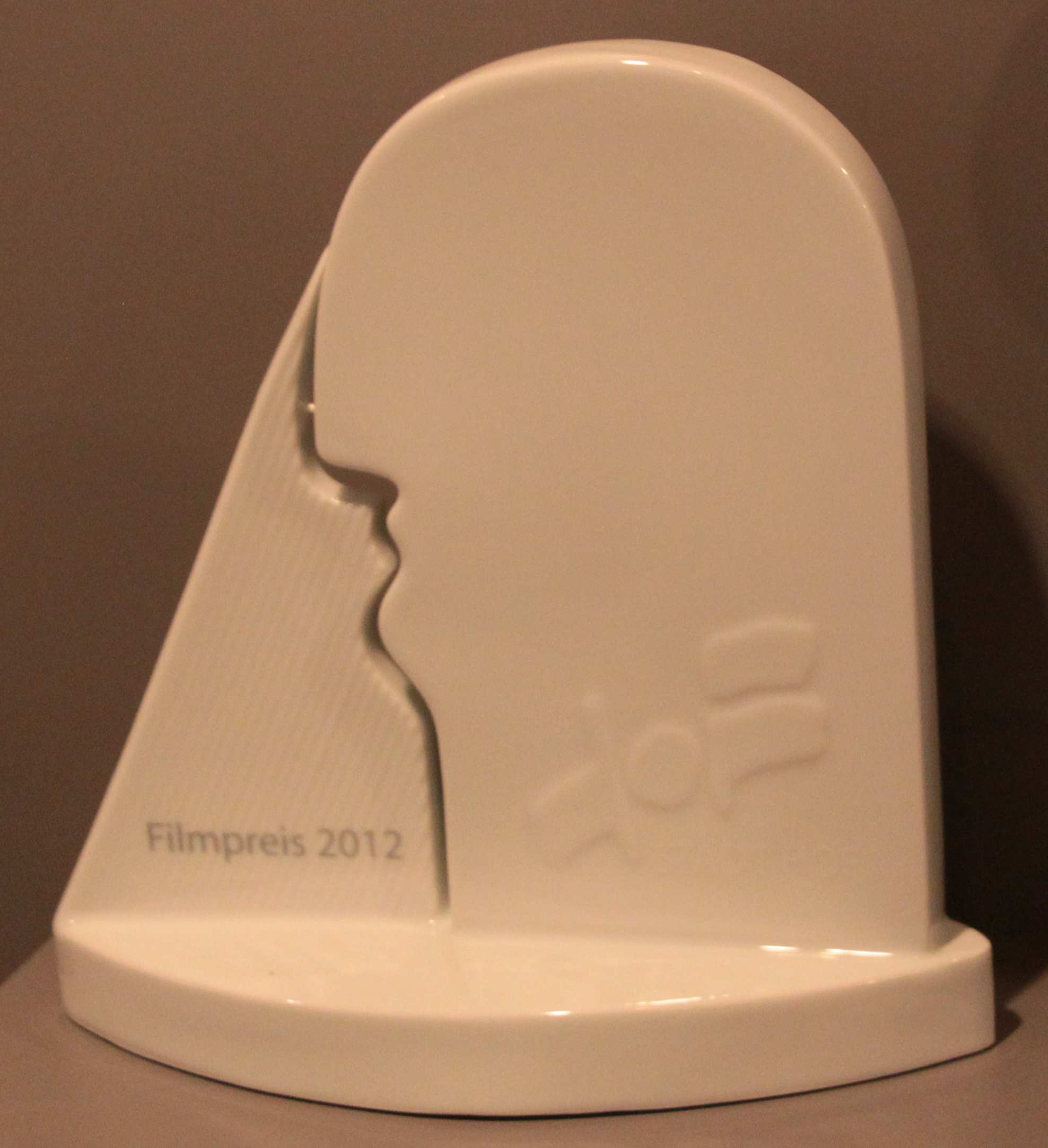
Filmpreis der Stadt Hof

- Förderpreis Neues Deutsches Kino

Eine Chance für den Nachwuchs bietet der Förderpreis Neues Deutsches Kino. Der mit 10.000 Euro dotierte Preis wird von der Bavaria Film, dem Bayerischen Rundfunk und der DZ Bank gestiftet. Ausgezeichnet wird der „Beste Film“, der unter den deutschen Filmen im Programm der Internationalen Hofer Filmtage ihre Premiere haben. Eine unabhängige Jury trifft die Entscheidung, welcher Nachwuchsfilmschaffende ausgezeichnet wird.
- Filmpreis der Stadt Hof; Stadt Hof

Dieser Preis wurde 1986 zum ersten Mal vergeben. Er besteht aus einem künstlerisch gestalteten Objekt aus Seiten von Filmtagekatalogen der Vorjahre. Der Preisträger wird also tatsächlich mit Filmen belohnt. Der Preis wurde gestaltet von Christina Mosif und Konrad Grässler im Rahmen einer Arbeit an der Berufsfachschule für Produktdesign in Selb. Der Filmpreis der Stadt Hof richtet sich an Personen, die mit Hof und dem Festival eng verbunden sind. Die Preisträger sind im Verleihungsjahr gewöhnlich nicht mit Arbeiten im offiziellen Programm vertreten. Preisträger sind unter anderem Wim Wenders, Rosa von Praunheim und Christoph Schlingensief.
- Kurzfilmpreis der Stadt Hof und Publikum-Kurzfilmpreis der Stadt Hof

Die Preise wurden ab den 55. Internationalen Hofer Filmtagen 2021 an die besten Kurzfilme verliehen.
| Jahr | Filmtitel           | Regie               | Preis                                  |
| ---- | ------------------- | ------------------- | -------------------------------------- |
| 2024 | Shut Up and Suffer  | Emma Bading         | Jury-Kurzfilmpreis                     |
| 2024 | Fish and Cheese     | Sina Guntermann     | Jury-Kurzfilmpreis – Lobende Erwähnung |
| 2024 | No More Pool Time   | Jonas Baumann       | Publikums-Kurzfilmpreis                |
| 2023 | Verrücktes Blut     | Can Tanyol          | Jury-Kurzfilmpreis                     |
| 2023 | My Orange Garden    | Anna-Sophia Richard | Jury-Kurzfilmpreis                     |
| 2023 | Niemand wie Ihr     | Maximilian Riemer   | Publikums-Kurzfilmpreis                |
| 2022 | Angelique           | Elisabeth Kratzer   | Jury-Kurzfilmpreis                     |
| 2022 | Taximann            | Leander Behal       | Publikums-Kurzfilmpreis                |
| 2021 | Ewachsen oder Sowas | Marlena Molitor     | Jury-Kurzfilmpreis                     |
| 2021 | Aysha               | Cengiz Akaygün      | Publikums-Kurzfilmpreis                |
- Friedrich-Baur-Goldpreis

Der vormals genannte Hofer Goldpreis wird von der Friedrich-Baur-Stiftung gestiftet und durch die Bayerische Akademie der Schönen Künste in Memoriam an Heinz Badewitz verliehen. Er ersetzt den Heinz-Badewitz-Preis, der 2016 und 2017 verliehen wurde.
Der Friedrich-Baur-Goldpreis wird für die beste Regieleistung bei einem ersten Langspielfilm verliehen. Die Akademie wählt aus ihrer Film- und Medienkunst-Abteilung einen jährlich wechselnden Mentor, der den Preisträger bestimmt. Der Preis besteht derzeit aus einem zertifizierten Goldbarren von 1 kg Feingold (momentaner Handelswert rund 35.000 Euro). Darüber hinaus beinhaltet der Preis die künstlerische Beratung des Regisseurs bei der Entwicklung eines neuen Films über ein Jahr lang. Im Wettbewerb um den Friedrich-Baur-Goldpreis sind automatisch alle Regisseure, deren Langspielfilm bei den Hofer Filmtagen Premiere hat. Die einjährigen Mentoren-Aufgaben wurden 2018 vom Regisseur Edgar Reitz (u. a. Heimat, Die andere Heimat) übernommen, 2019 vom Regisseur Bernhard Sinkel, 2020 von Reitz und Sinkel, 2021 von Philip Gröning, 2022 vom Künstler-Duo Marc Weis und Martin De Mattia und 2023 von der Medienkünstlerin Corinna Schnitt.
- VGF-Nachwuchsproduzentenpreis

Seit 1994 vergibt die Verwertungsgesellschaft für Nutzungsrechte an Filmwerken (VGF) jährlich den VGF-Nachwuchsproduzentenpreis für den besten Film eines Nachwuchsproduzenten. Ein unabhängiges Gremium beurteilt die eingereichten deutschen Kinofilme nach herausragender Qualität und erkennbarer Publikumsrelevanz. Der Preis wird mit 60.000 € ausgezeichnet und ist damit der höchstdotierte Nachwuchsproduzentenpreis in Deutschland. Das Preisgeld ist nicht zweckgebunden und dient der Stärkung des Eigenkapitals junger Produktionsfirmen. Der VGF-Nachwuchsproduzentenpreis wurde bisher im Rahmen der Verleihung des Bayerischen Filmpreises vergeben. Seit 2018 wird der Preis auf den Internationalen Hofer Filmtagen (22. bis 27. Oktober 2019) verliehen. Die VGF unterstreicht damit ihr Engagement und das der Hofer Filmtage für die Nachwuchsarbeit.
- Hans-Vogt-Filmpreis

Mit dem Hans-Vogt-Filmpreis der Stadt Rehau soll an die Pionierleistung des im Rehauer Ortsteil Wurlitz geborenen und aufgewachsenen Ingenieurs Hans Vogt erinnert werden, der entscheidend an der Erfindung des Tonfilms beteiligt war und für eine neue Ära in der Geschichte des Kinos sorgte. Der Preis wird seit 2013 bei den Hofer Filmtagen verliehen und ist mit 5.000 € dotiert. Verliehen wird er an Filmschaffende, die innovativ und sorgfältig um den Ausdruck und die Qualität ihres Filmtones besorgt sind.
- Granit – Hofer Dokumentarfilmpreis

Die in Hof ansässige Hermann und Bertl Müller Stiftung vergibt den mit 7.500 Euro dotierten Preis seit 2015 für den besten abendfüllenden Dokumentarfilm aus deutscher Produktion. Gestaltet wird der Preis in Zusammenarbeit mit dem europäischen Fortbildungszentrum für das Steinmetz- und Steinbildhauerhandwerk in Wunsiedel nach einem Entwurf von Mohamed Naguib. Der Ägypter ist mehrfach ausgezeichneter Bildhauer und Dozent der Universität Alexandria.
- Bild-Kunst Förderpreis – Bestes Kostümbild Bestes Szenenbild

Der Preis wurde angeregt von dem „Studiengang Film- und Fernsehen Abteilung Szenenbild“ der HFF München. Er wird seit 1997 vergeben, von einer Jury aus Vertretern des Verbands der Berufsgruppen Szenenbild und Kostümbild (VSK), dem Szenenbild Studiengang der Filmakademie Baden-Württemberg – Ludwigsburg und der Hochschule für Film und Fernsehen Potsdam-Babelsberg. Seit 2008 wird der Preis vom VSK Verband und der Filmakademie Ludwigsburg allein organisiert; seit 2009 ist er um den Preis für das beste Kostümbild erweitert. Seit 2010 besteht zusätzlich eine Förderung durch die Stiftung Kulturwerk der VG Bild-Kunst und die Theaterkunst GmbH. Der Preis besteht seit 2004 aus einer Urkunde, nennt sich jetzt „Bild-Kunst Förderpreis – Bestes Kostümbild Bestes Szenenbild“ und ist seit 2010 mit jeweils 2500 Euro dotiert.
- Hofer Kritiker Preis

Seit 2021 wird jährlich vom Schweizerischen Verband der Filmjournalistinnen und Filmjournalisten (SVFJ) sowie der Berufsvereinigung deutscher Medienjournalisten (bvmj) Langspielfilmdebüt aus den D-A-CH-Ländern ausgezeichnet. Der undotierte Preis geht sowohl an einen Regisseur als auch an seine Produktionsfirma.
- Pharos Shiver Screen Award

Der 2022 zum ersten Mal vergebene Pharos Shiver Screen Award geht an einem Kurz- oder Langzeitfilm aus den Bereichen Thriller, Horror, Action, Science-Fiction. Der Preis ist mit 2.500 Euro dotiert und beinhaltet auch ein Mentoring sowie Unterstützung bei der Vergabe von Weltvertriebsrechten.

### Nicht mehr vergebene Preise
- Förderpreis Deutscher Film

Der von der HypoVereinsbank, Bavaria Film und Bayerisches Fernsehen gestiftete Förderpreis Deutscher Film wurde von 2005 bis 2011 als Nachwuchspreis vergeben. Ausgezeichnet wurde eine herausragende künstlerische Leistung in einem deutschen Film, der im Programm der Filmtage Hof lief. Der Preis wurde 2012 durch den Förderpreis Neues Deutsches Kino ersetzt.
- Eastman Förderpreis für Nachwuchstalente

Der von der Kodak GmbH gestiftete Eastman Förderpreis für Nachwuchstalente wurde von 1984 bis 2012 vergeben und zeichnete jeweils einen Nachwuchsregisseur und seinen Film aus. Der Preis war mit Rohfilm-Material dotiert und sollte bei der nächsten Produktion des Regisseurs helfen.

## Zitate

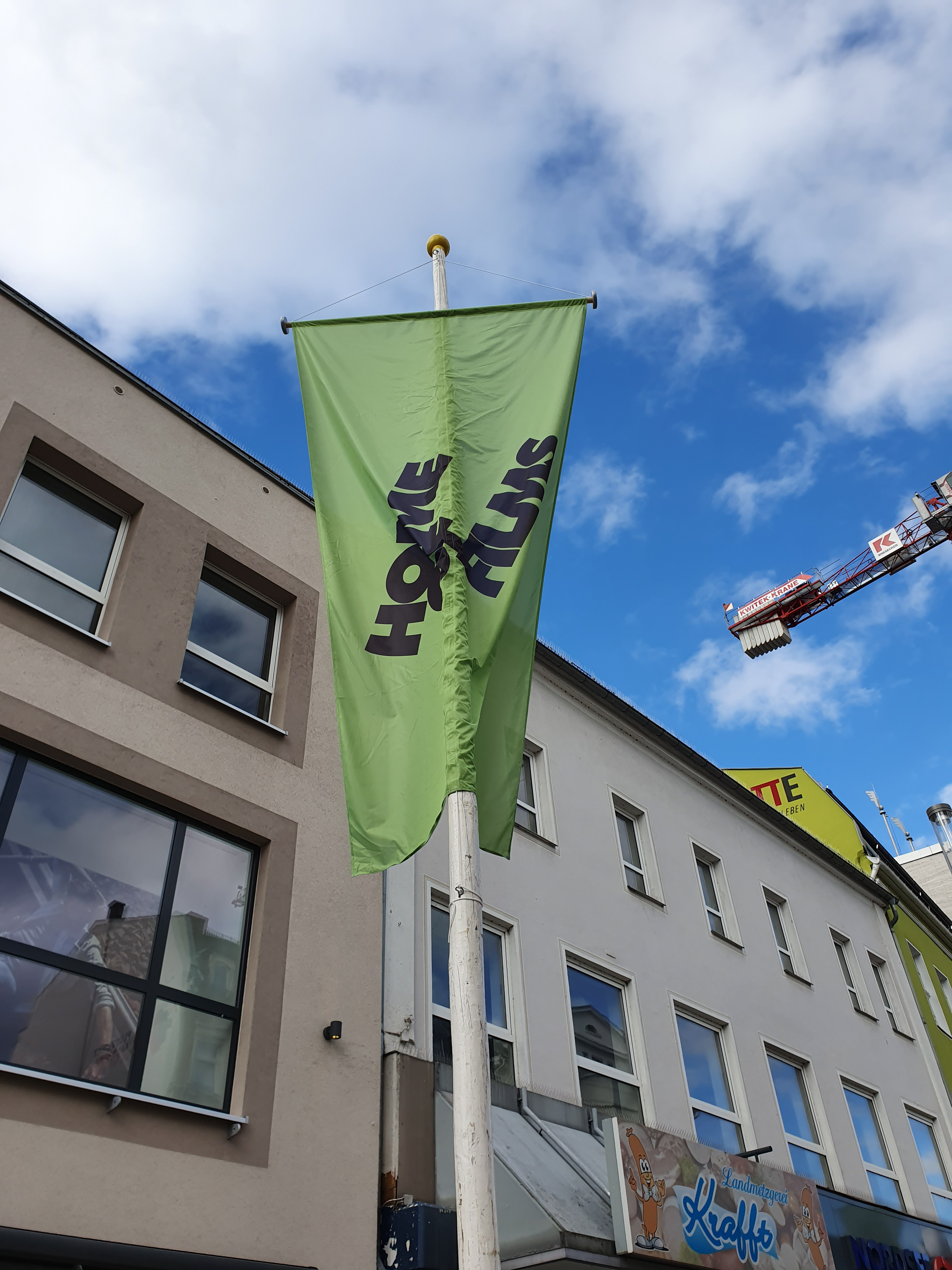
Flagge mit dem Logo HoF

„Hof ist, wenn Bügelbierflaschen im Kanon ploppen, sobald im Kinosaal das Licht erlischt. Hof ist, wenn der Festivalleiter im Snoopy-Pullover eine Diskussion moderiert und die Premierengesellschaft am Bratwurstwagen feiert. Hof ist, wenn vor jedem Lang- ein Kurzfilm läuft und die Regisseure beim Fußballspiel im Park eine Viererkette inszenieren. Vor allem aber sind die Hofer Filmtage dafür bekannt, dass sie seit mehr als 50 Jahren dem deutschen Kino jenseits des Mainstreams eine Bühne bieten, konsequent im Hauptprogramm und nicht in separaten Reihen wie beim Filmfest München und bei der Berlinale.“

„Nach wie vor ist Hof, nach der Berlinale, aber vor München, das Schaufenster des deutschen Kinos.“

„Auch als etabliertes Festival haben die Hofer Filmtage ihren provinziellen und zugleich weltoffenen Charme nicht verloren. Wo sonst ist die Bandbreite so groß wie in Hof …“

„Hof war und ist das Festival eines radikal besetzten Achtundsechzigers und seiner Verbündeten, die mehr für den deutschen Film getan haben als die Berlinale, Oberhausen, München und Mannheim zusammen.“

„Hof hat meine Schauspielkarriere mitgeprägt. Ich komme gerade vom Set eines Drehs, und bin quasi noch im Kostüm (lacht). Aber Hof hat den Beginn meiner Karriere unterstützt. Das werde ich nicht vergessen. Jetzt will ich Hof mit meinem Film auch repräsentieren – ohne, dass das arrogant klingen soll. Heinz Badewitz hat mich damals eingeladen und ich komme auch wieder in Gedanken an ihn.“

„Hier in Hof hat für mich alles begonnen. „Vier Minuten“ war mein allererster Kinofilm und der wurde damals bei den Hofer Filmtagen aufgeführt. Wir hatten sehr großes Glück, dass Heinz Badewitz uns nach Hof eingeladen hat und wir hier diese unvergessliche Premiere mit so tollem Publikum feiern durften. Danach kam alles ins Rollen. Ich bin dann ein Jahr durch die Welt gereist und durfte den Film in unfassbar vielen Ländern zeigen. Und jetzt – 17 Jahre später – bin ich wieder hier, und zwar mit einer Fortsetzung zum Film, mit dem meine Karriere begonnen hat.“